# We Are Chaos (canción)
«We Are Chaos» es una canción de country rock de Marilyn Manson. Fue lanzada el 29 de julio de 2020 como primer sencillo del undécimo álbum de estudio de la banda del mismo nombre: We Are Chaos, fue lanzada a través de la discográfica Loma Vista Recordings, lanzándose en plataformas digitales y en formato de vinilo de siete pulgadas de edición limitada (solo 4000 copias en todo el mundo), la cual contiene un remix de la misma canción.

## Recepción de la crítica
La canción recibió críticas positivas por parte de revistas como Kerrang!, Consequence of Sound, entre otras, comparando a la canción con composiciones de los Beatles, resaltando la unión de Shooter Jennings y Marilyn Manson al componer una Power ballad al estilo Country.

## Vídeo musical
El vídeo de la canción fue editado, producido, dirigido y hecho por Matt Mahurin. 
El vídeo fue editado durante la Pandemia de enfermedad por coronavirus de 2019-2020 usando programas de generación de efectos por computadora y pantalla verde. 
El vídeo muestra a Marilyn Manson en situaciones y paisajes surrealistas o psicodélicos, este vídeo fue lanzado el mismo día de lanzamiento de la canción.

## Listado de pistas en el sencillo de siete pulgadas
Todas las pistas compuestas, escritas y producidas por Marilyn Manson y Shooter Jennings.
1: We Are Chaos: 4:00
2: We Are Chaos (Remix): 4:00

## Personal

#### Marilyn Manson
- Marilyn Manson – compositor, vocales, productor, arte del single.
- Paul Wiley – Guitarra
- John Alderete – Bajo
- Brandon Perzborn – Batería

#### Músicos y personal adicional
- Shooter Jennings – Compositor, guitarra adicional, productor
- John Schreffler – Pedal steel guitar
- Ted Russell Kamp – Bajo adicional
- Jamie Douglass – Batería adicional
- David Spreng – Grabación
- Mark Rains – Grabación

- Datos: Q97959823